# Мазику, Брэдли
Брэ́дли Ловели́ф Мазику́ (фр. Bradley Lovelife Mazikou; род. 2 июня 1996, Орлеан) — конголезский футболист, играющий на позиции защитника. Ныне выступает за швейцарский клуб «Серветт» и сборную за Республики Конго.

## Клубная карьера
Мазику начал свою карьеру в «Лорьяне», но он не смог пробиться в основной состав. Ему удалось лишь единожды выйти на поле, отыграв полные 90 минут в выездном матче против «Ренна» (3:2) в Кубке французской лиги 26 октября 2016 года.
Два сезона Мазику регулярно выступал за «Лорьян B», а затем на правах аренды выступал за «Дюнкерк» и «Шоле», выступающие в третьем дивизионе чемпионата Франции. Затем перешёл в болгарский клуб «ЦСКА София», подписав трёхлетний контракт.
Брэдли Мазику перешёл в софийский «ЦСКА» за нераскрытую сумму 20 августа 2019 года.

### Арис
5 июля 2022 года Мазику подписал трёхлетний контракт с греческим «Арисом».

## Карьера за сборную
Мазику родился во Франции, имеет браззавильско-конголезское[стиль] происхождение. Мазику дебютировал за сборную Республики Конго в матче квалификации Кубка африканских наций 2021 года против Эсватини завершившиеся со счётом 2:0 12 ноября 2020 года.

## Награды

### ЦСКА София
- Обладатель кубка Болгарии: 2021/22.